# 中間赫氏甲鯰
中間赫氏甲鯰，為輻鰭魚綱鯰形目甲鯰科的其中一種，為熱帶淡水魚，分布於南美洲法屬圭亞那Tabular山淡水流域，體長可達3.5公分，棲息在底層水域，生活習性不明。
其种加词“intermedia”意为“中间的”。